# John Talbot, 16.º Conde de Shrewsbury
John Talbot, 16.º Conde de Shrewsbury, 16.º Conde de Waterford (1791 – 1852) era um par e aristocrata britânico. Às vezes conhecido como "Bom Conde John", ele foi descrito como "o católico britânico mais proeminente de sua época", embora tenha sido o último conde de Shrewsbury a seguir a fé católica. John também foi o Lord High Steward of Ireland, um escritório que os condes de Shrewsbury mantêm desde 1446.

## Biografia
John nasceu em 18 de março de 1791; filho de John Joseph Talbot (9 de junho de 1765 - 8 de agosto de 1815) e Catherine Talbot (Nee Clifton). Ele herdou seus títulos em 1827 de seu tio paterno, Charles Talbot, 15º Conde de Shrewsbury.  

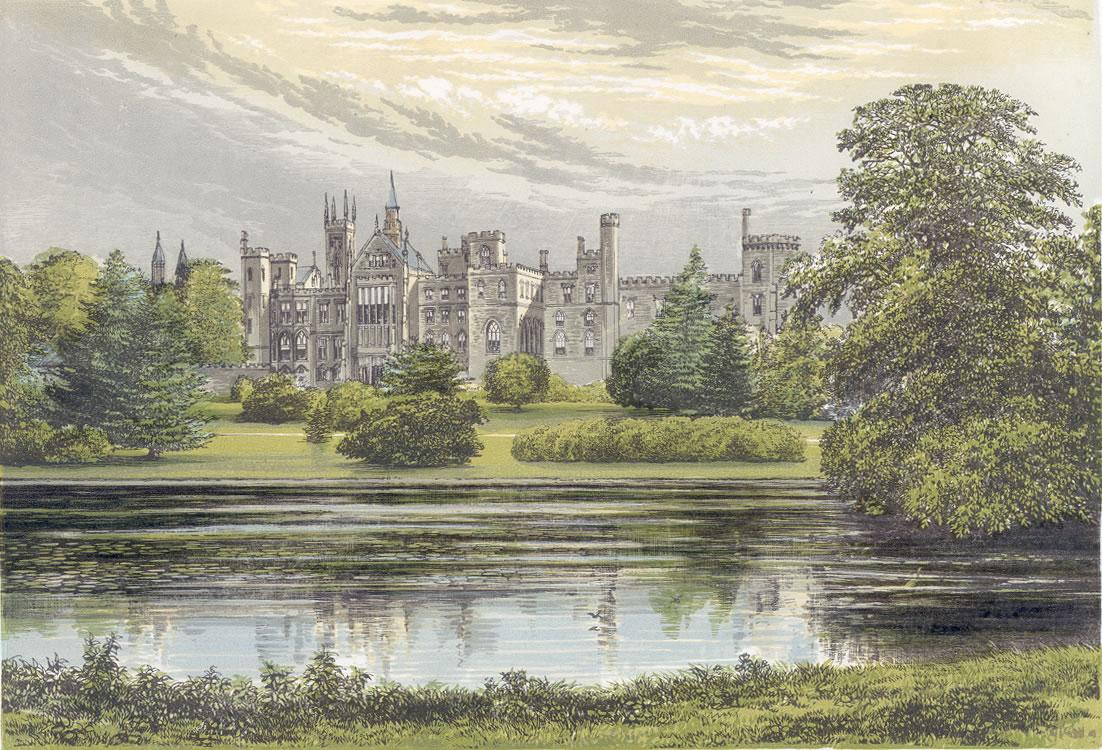
Alton Towers do outro lado do lago ornamental

Entre as propriedades que herdou de seu tio, estava a casa principal da família Talbot, Heythrop Park, que foi incendiada em 1831. Após o incêndio, John mudou a família para outra de suas propriedades herdadas, em Staffordshire. A casa era originalmente conhecida como Alverton Lodge e fora ampliada pelo 15º Earl, que cercou o parque e começou a criar os jardins formais do vale para criar "Alton Abbey" (o nome "Abbey" foi escolhido porque estava na moda - o site não tinha conexões religiosas). John continuou o trabalho de seu tio em Alton, desenvolvendo e expandindo ainda mais a casa e os bens; ele renomeou Alton Towers. John era um "patrono do avivamento gótico"  e contratou o notável arquiteto de avivamento gótico Augustus Pugin para trabalhar nas torres.

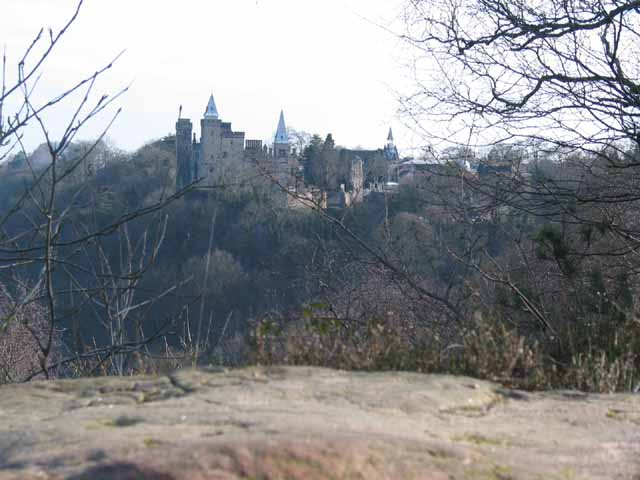
Castelo de Alton do outro lado do vale de Churnet

Além do trabalho de construção nas Alton Towers, John começou a reconstruir o Castelo de Alton nas proximidades. O castelo ocupa um precipício rochoso acima do rio Churnet, nos arredores da vila de Alton, Staffordshire. Em um local fortificado desde os tempos saxões, o castelo do século XII havia caído em ruínas no século XIX. John demoliu a maioria das ruínas, contratando Pugin novamente para projetar um novo castelo de avivamento gótico, construído para se parecer com um castelo medieval francês ou alemão. Não está claro por que o 16º Conde reconstruiu o castelo. Pode ter sido destinado a seu primo e eventual sucessor, Bertram Talbot (17º Conde de Shrewsbury); ou pode ter sido planejado como uma casa de Dower para a esposa do conde, se ele a preceder. No final da construção do castelo, o conde sugeriu que o castelo poderia ser o lar de padres, mas Pugin estava "veementemente contra a ideia".
John é lembrado como "Bom Conde John"  por sua caridade, tendo apoiado escolas e igrejas locais  e financiado a construção de novas capelas católicas ao redor de Midlands.  Entre os prédios que ele ajudou a financiar está a Catedral de St Chade, em Birmingham. Adjacente ao Alton Castle, John construiu uma nova igreja ao lado de uma "réplica de um hospital medieval, um guildhall e presbitério"; isso foi novamente para os desenhos de Augustus Pugin. O amigo do conde, Ambrose Philips, o convenceu a construir um mosteiro: essa ideia se desenvolveu no complexo hospitalar construído, pois John achava que "poderia fazer mais bem à comunidade" do que um mosteiro. O "hospital" serviu como "esmola humanitária", cuidando dos pobres e idosos da paróquia. Os prédios também ofereciam acomodações para padres pobres e idosos, com uma biblioteca e sala de jantar anexas. A igreja, dedicada a São João Batista, também foi usada como uma escola para crianças pobres locais.
John morreu em 9 de novembro de 1852, aos 61 anos. Seu funeral foi realizado na capela de São Pedro, Alton Towers, em 14 de dezembro de 1852  . John e sua esposa estão enterrados na Igreja Católica Romana de São João Batista, a igreja que John construiu adjacente ao Castelo de Alton.

## Família
John se casou com Maria Theresa Talbot (falecida em 8 de junho de 1856  ), filha de William Talbot, de Castle Talbot, no condado de Wexford, na Irlanda. Eles tiveram 3 filhos:
- O Hon. John Talbot; seu único filho, morreu na infância.[2]
- Lady Mary Alathea Beatrix Talbot; Casou-se com o príncipe Filippo Andrea Doria (morreu em 19 de março de 1876 [10] ) em Roma em 1832.[1] Mary e o príncipe Filippo haviam se encontrado na coroação da rainha Vitória.[11]  Victoria sugeriu-a como uma das oito porta-trens coronais, como um gesto para o pai ser "o conde mais velho do reino e católico romano" [12] (a Lei de Socorro Católico Romano de 1829 havia sido aprovada menos de uma década antes. ) Maria foi criada "Prinzessin von Bayern" ( uma princesa da Baviera ) pelo rei Ludwig I da Baviera.[13]
- Lady Gwendoline Catherine Talbot; Nascido em 3 de dezembro de 1817 em Cheltenham, Gloucestershire. Lady Gwendoline foi descrita pelo rei Guilherme IV como a "maior beleza do reino". Ela também se casou com um príncipe italiano: o príncipe Marcantonio Borghese, 8º príncipe de Sulmona .  O casal se casou em 11 de maio de 1835 [14] em Roma.  Gwendoline morreu de escarlatina em Roma, em 27 de outubro de 1840, com apenas 22 anos. Gwendoline e Marcantonio tiveram 4 filhos. Seus três filhos morreram de sarampo logo após a morte de Gwendoline. A filha deles, Agnese, casou-se para se tornar duquesa de Sora.